# Перт-ле-Бриен
Перт-ле-Брие́н (фр. Perthes-lès-Brienne) — коммуна во Франции, находится в регионе Шампань — Арденны. Департамент — Об. Входит в состав кантона Бриен-ле-Шато. Округ коммуны — Бар-сюр-Об.
Код INSEE коммуны — 10285.
Коммуна расположена приблизительно в 170 км к востоку от Парижа, в 60 км южнее Шалон-ан-Шампани, в 38 км к северо-востоку от Труа.

## Население
Население коммуны на 2008 год составляло 76 человек.
| 1962 | 1968 | 1975 | 1982 | 1990 | 1999 | 2008 |
| ---- | ---- | ---- | ---- | ---- | ---- | ---- |
| 41   | 49   | 53   | 52   | 48   | 49   | 76   |

## Экономика

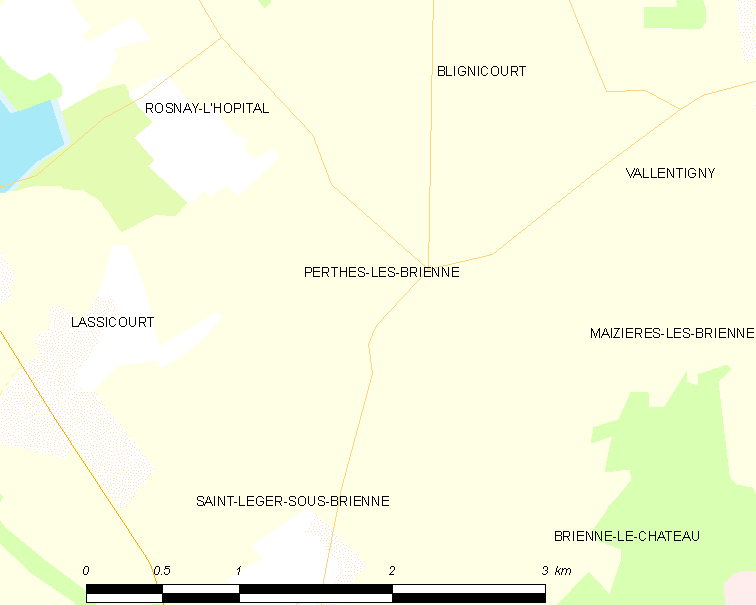
Карта коммуны

В 2007 году среди 48 человек в трудоспособном возрасте (15—64 лет) 35 были экономически активными, 13 — неактивными (показатель активности — 72,9 %, в 1999 году было 60,0 %). Из 35 активных работали 31 человек (18 мужчин и 13 женщин), безработных было 4 (2 мужчины и 2 женщины). Среди 13 неактивных 3 человека были учениками или студентами, 3 — пенсионерами, 7 были неактивными по другим причинам.